# Vörös József-emlékérem
Vörös József professzor, a biológiai tudományok doktora, nemzetközileg ismert mikológus és fitopatológus tiszteletére és emlékére 2002-ben alapította meg a Magyar Növényvédelmi Társaság a Vörös József-emlékérem kitüntetést a növénykórtannal, mikológiával elkötelezett fiatal oktatók, kutatók elismerésére a növénykórtan szakterületén. Az elismerés átadására minden év februárjában, a Magyar Növényvédelmi Társaság Növényvédelmi Tudományos Napok (NTN) rendezvényein, Budapesten a Magyar Tudományos Akadémia dísztermében kerül sor.
Az emlékérem tervezője Csiby Mihály, ugyancsak az ő munkája a Linhart György-emlékérem tiszteletére alapított emlékérem is.

Vörös József-emlékérem (1929-1991) portré

Vörös József-emlékérem hátlapja Varga Zsolt kitüntetett nevével

Az egy évnyi megőrzésre átadott „vándor” fatábla Fischl Géza munkája. A Vörös József-fafaragás akácból készült, amit bükkfa keret foglal magába.

Vörös József-emlékérem fa táblája portréval

Vörös József-emlékérem fa táblájának hátoldala a kitüntetettek nevével

## Az elismerést kapták
- Kiss Levente[5] (2002)
- Holb Imre[6](2003)
- Láday Miklós[7] (2004)
- Szentiványi Orsolya[8] (2005)
- Takács András Péter[9] (2006)
- Bohárné Varga Krisztina[10] (2007)
- Bakonyi József[11] (2008)
- Nagy Géza[12] (2009)
- Tóth Beáta[13] (2010)
- Petróczy Marietta[14] (2011)
- Varga Zsolt[15](2012)
- Jankovics Tünde[16] (2013)
- Ember Ibolya[17] (2014)
- Karacs-Végh Anita[18] (2015)
- Pintye Alexandra[19] (2016)
- Körösi Katalin[20] (2017)
- Poós Bernát[21] (2018)
- Tóth Annamária[22][23] (2019)
- Csótó András[24] (2020)
- Németh Márk[25][30] (2021)
- Ágoston János[26] (2022)
- Jaksa-Czotter Nikoletta[27] (2023)
- Karácsony Zoltán[28]  (2024)